# Isola di Okinawa
L'isola di Okinawa (沖縄本島?, Okinawa-hontō, detta anche Okinawa-jima; lingua di Okinawa: Uchinaa) è la maggiore del gruppo delle isole di Okinawa e di Ryūkyū (Nansei), in Giappone. Vi è situata la città di Naha, capoluogo della prefettura di Okinawa. Da Okinawa proviene l'arte marziale del karate.

## Storia
Okinawa faceva parte del Regno delle Ryūkyū, nato nel XV secolo e diventato presto vassallo della Cina. Nel 1609 le armate giapponesi del clan Shimazu, che controllava i territori dell'odierna prefettura di Kagoshima, invasero Ryūkyū, che da allora fu obbligato a pagare tributi al dominio di Satsuma ed allo shogunato Tokugawa. La sovranità del regno fu rispettata per non innescare un conflitto con la Cina, che continuò quindi ad imporgli tributi. Nel 1879 l'arcipelago fu annesso al Giappone, che approfittò dell'indebolimento della Cina in seguito alle guerre dell'oppio.

### Battaglia di Okinawa
Il 1º aprile 1945 iniziò la sanguinosa battaglia di Okinawa, nel corso della quale perse la vita un quarto della popolazione civile. Gli Alleati sbarcarono sulla costa occidentale dell'isola in quella che fu l'ultima spedizione militare in Giappone. Per 80 giorni infuriò la battaglia nella quale occorsero numerosi episodi di fanatismo e disperazione. Si stima che le missioni suicide giapponesi furono 1.900. Gli statunitensi sconfissero i giapponesi, e l'isola, assieme ad altre dell'arcipelago Ryukyu, fino al 1972 rimase sotto il loro controllo.

### Presenza militare statunitense
Nonostante la riconsegna delle isole al governo giapponese, vi sono rimaste molte basi militari che gli statunitensi avevano disseminato nell'arcipelago. Circa la metà delle 47.000 truppe USA attualmente dispiegate in Giappone si trovano nell'isola. La maggior parte dei militari sono dislocati nella base di Futenma, in prossimità dell'abitato di Ginowan.  Un forte movimento della popolazione locale si oppose alla presenza militare e navale americana ad Okinawa. Le proteste si sono acuite dopo alcuni casi di violenza sessuale ai danni delle donne di Okinawa commessa da militari e tecnici.
Nel 2006 i governi giapponese e statunitense hanno firmato un accordo per riorganizzare la presenza americana, riducendo il personale impiegato. Secondo l'accordo, la base di Futenma sarebbe stata chiusa, 8.000 militari si sarebbero dovuti spostare a Guam, territorio USA nel Pacifico, e gli altri si sarebbero trasferiti in una nuova base nella baia di Henoko, in una zona più isolata di Okinawa. Il governo del Partito Democratico del Giappone, in carica dal 2009, ha congelato tale trasferimento e nell'aprile del 2010 ha proposto di modificare il piano dello spostamento. La delusione dei giapponesi, ai quali i democratici avevano promesso la rimozione della base americana dall'isola, è culminata in una clamorosa manifestazione di protesta nel maggio successivo, tenutasi nel villaggio di Yomitan, a cui si stima abbiano partecipato tra i 90.000 ed i 100.000 dimostranti. Questo evento ha contribuito alle successive dimissioni del premier Yukio Hatoyama.
Le proteste sono proseguite nel 2022. Il rumore persistente dei voli, l'inquinamento e la criminalità hanno mantenuto forte il sentimento anti-base, secondo l'82enne politico e attivista per la pace Suzuyo Takazato.

#### Installazioni militari statunitensi a Okinawa
- Kadena Air Base

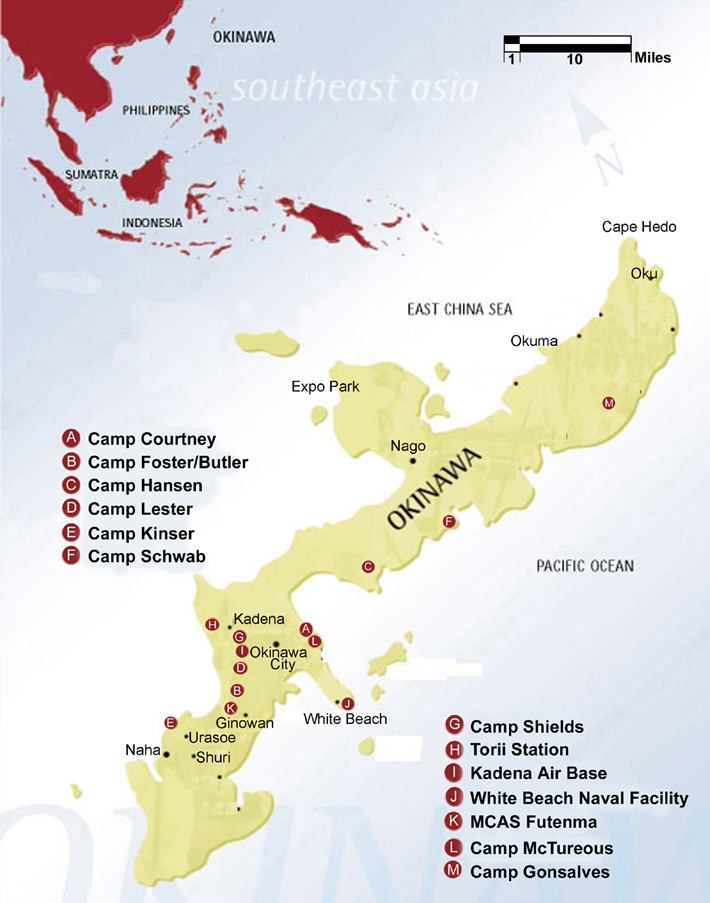
Dislocazione delle basi militari USA nell'isola

- Marine Corps Base Camp Smedley D. Butler Sito web della base, okinawa.usmc.mil
  - Marine Corps Air Station Futenma
  - Camp Courtney
  - Camp Foster
  - Camp Hansen
  - Camp Kinser
  - Camp Mctureous
  - Camp Schwab
  - Northern Training Area
- Naha Military Port
- Naval Facility White Beach
- Naval Hospital, Okinawa
- Torii Station

## Geografia
L'isola occupa una superficie di 1201.03 km², è la quinta per grandezza del Giappone e la 287ª al mondo. Si trova a 640 km a sud del resto del paese, tra il mar Cinese Orientale e l'oceano Pacifico. La parte nord è coperta da foreste e presenta un territorio montuoso. La parte meridionale ha solo lievi pendii collinari e ospita la maggior parte dei centri abitati. Il clima dell'isola, che durante l'estate viene spesso colpita da tifoni, è umido e caldo.
La parte sud consiste in roccia calcarea di vecchie formazioni derivanti da barriera corallina, nella parte nord abbonda la roccia ignea. L'erosione della pietra calcarea a sud ha dato luogo a diverse caverne, la più famosa delle quali è quella di Gyokusendō, nei pressi di Nanjō, che si estende per 5 km. La parte più larga, lunga 850 m, è aperta ai turisti.
Al 30 marzo del 2008 nel territorio dell'isola di Okinawa erano stati istituiti tre parchi nazionali:
- Parco Nazionale di Okinawa Kaigan, che comprende anche territori nelle vicine isole Kerama
- Parco Nazionale di Okinawa Senseki
- Parco Nazionale di Tonaki, nel distretto di Shimajiri

### Città
L'isola di Okinawa ha 9 centri abitati che hanno acquisito lo status di città (市?, shi). Tra parentesi i nomi in lingua di Okinawa:
- Ginowan 宜野湾市 (Jinoon)
- Nago 名護 (Nagu)
- Naha 那覇 (Naafa), il capoluogo della prefettura
- Itoman 糸満市 (Ichuman)
- Nanjō 南城市 (Nanjoo)
- Okinawa 沖縄市 (Uchinaa)
- Tomigusuku 豊見城市 (Timigushiku)
- Urasoe 浦添市 (Urashii)
- Uruma うるま市 (Uruma)

## Popolazione
Statisticamente la popolazione dell'isola di Okinawa è la più longeva del mondo, seguita dai sardi. Alcuni medici ritengono che ciò sia dovuto all'interazione di una dieta sana e limitata (ciotola di riso, pesce crudo, vegetali, frutta e tofu), allo stile di vita rilassato e a un basso livello di inquinamento, oltre alle favorevoli caratteristiche genetiche degli abitanti . La dieta di tipo americano, diffusasi grazie ai molti fast food e ristoranti di carni nei pressi delle basi americane (ricca di carni rosse, grassi saturi e fritture), sta riducendo la durata e la qualità della vita dei giapponesi che vi si adeguano.

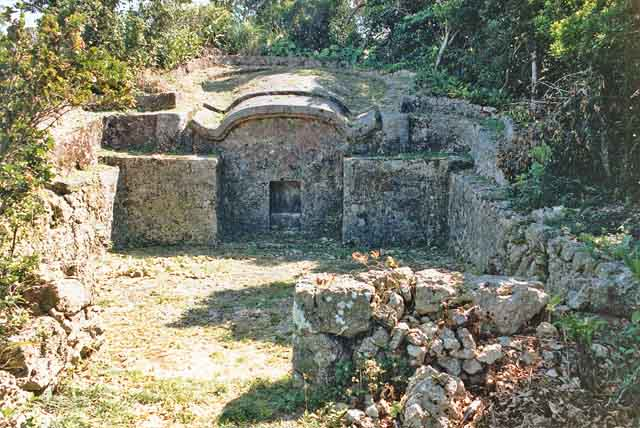
Tomba "dorso di tartaruga", Kamekoubaka.

## Cultura

### Lingua
La lingua di Okinawa, parlata anche nelle altre isole di Okinawa, è di difficile comprensione per gli altri giapponesi; mentre in Giappone è considerata un dialetto, i linguisti non giapponesi considerano questo idioma una lingua a sé stante. Tale lingua è in declino, con la diffusione del giapponese tra i giovani. Sempre più spesso viene parlato il "giapponese di Okinawa", una varietà ibrida della lingua standard che raccoglie elementi dei due idiomi e che viene erroneamente scambiata per la tradizionale lingua di Okinawa; quest'ultima viene attualmente usata dai più anziani e si conserva nelle canzoni popolari. Un'emittente radiofonica locale trasmette un notiziario in lingua tradizionale.

### Religione
Per tradizione, gli abitanti di Okinawa osservano la religione ryukyuana, che ha grande rispetto per il culto degli antenati e che ha subito influenze di taoismo, confucianesimo, buddhismo e shintoismo. Attorno all'altare di famiglia, detto buchidan (仏壇,ぶつだん), che si tramanda attraverso i primogeniti, si riuniscono tutti i parenti in occasione delle festività più importanti.
Vi sono divinità di tipo animista, che le genti di Okinawa venerano o temono, a seconda se rappresentano il bene o il male. Il posto più sacro nella tradizione religiosa dell'arcipelago è l'isola di Kudaka, che si trova al largo della città di Nanjō, Okinawa.

### Influenze culturali
Okinawa si è arricchita di influenze culturali dei diversi paesi con cui ha avuto scambi commerciali e culturali fin dai tempi antichi: Cina, Giappone, Thailandia e Austronesia. L'arte marziale più famosa esportata da Okinawa è quella del karate, che ebbe un notevole impulso nella zona dopo il divieto di portare armi, imposto dal governo di Tokyo nel XIX secolo, dopo l'occupazione delle Ryukyu.

### Cucina
La cucina di Okinawa trae le sue origini dai contatti con quella cinese e siamese. Oltreché per il largo impiego di frutta e verdura, si distingue anche per un grande utilizzo di spezie ed erbe, al contrario di quella giapponese. L'influenza della cucina giapponese si verificò più tardi, dopo l'invasione del 1609. Il piatto tipico dell'isola è la soba di Okinawa, una minestra in brodo di maiale con gli spaghettini di grano. Un prodotto primario tra le esportazioni di Okinawa è l'awamori, il tradizionale distillato del riso indica, giunto nelle isole dalla Thailandia.

### Arti e artigianato
La musica tradizionale comprende gli umui, canzoni religiose, il kachāshī, musica celebrativa e gli shima uta, canzoni da ballare. Un'altra danza tradizionale è chiamata eisa e si svolge con l'accompagnamento di tamburi.
La musica popolare (min'yō?, 民謡) di Okinawa differisce dalla corrispettiva giapponese per molti aspetti. Quella di Okinawa è accompagnata spesso dallo strumento tipico dell'isola, il sanshin, un liuto a tre corde che ha le origini in comune con il sanxian cinese ed è antecedente allo shamisen giapponese. Altri strumenti sono il sanba, strumento a percussione che produce un suono schioccante come quello delle nacchere, e diversi tamburi caratteristici. Un fischietto chiamato yubi-bue, il cui suono è acuto come quello di un uccello, viene largamente impiegato per scandire il ritmo. Nel min'yō di Okinawa è spesso usata una scala pentatonica specifica.
La varietà di artigianato che si è creata in questa zona è molto ampia, nonostante il territorio dell'isola non sia particolarmente esteso. Tra gli oggetti più rinomati i tessuti, le ceramiche, il vetro, gli strumenti musicali e la lacca.
Il tradizionale tessuto bingata, con ricami tipici, è originario di Okinawa. L'isola principale ha diversi laboratori per la sua produzione; vi sono presenti anche laboratori di ceramica tradizionale, che nel dialetto locale è definita yachimun.
Negli ultimi anni la letteratura di Okinawa si è fatta apprezzare al di fuori dei confini regionali. Due scrittori locali si sono aggiudicati il prestigioso premio Akutagawa: Matayoshi Eiki nel 1995 per La punizione del maiale (豚の報い?, Buta no mukui), tradotto in italiano per le edizioni Il Maestrale, e Medoruma Shun nel 1997 per Una goccia d'acqua (Suiteki). In precedenza si erano aggiudicati questo premio altri scrittori di Okinawa: Tatsuhiro Oshiro nel 1967 e Mineo Higashi nel 1971.

### Kobudō di Okinawa
Il kobudō di Okinawa è l'insieme delle tradizionali arti marziali di Okinawa, nelle quali si usano armi improprie, di solito derivate dagli attrezzi agricoli. Queste discipline hanno avuto grande risalto dopo l'annessione delle Ryukyu al Giappone, quando il governo di Edo vietò l'uso delle armi ai civili.

### Karate
Il karate è nato nell'arcipelago come sintesi tra il kung fu cinese e le tradizionali arti marziali di Okinawa, diffuse nel XIV secolo. Sono stati sviluppati diversi stili, tra i quali Shorin-Ryu, Uechi-ryū, Gōjū-ryū, Shotokan, Gohaku-Kai, Isshin-ryū, Shito-Ryu, Shorin-Ryu e Shuri-ryū.

### Architettura

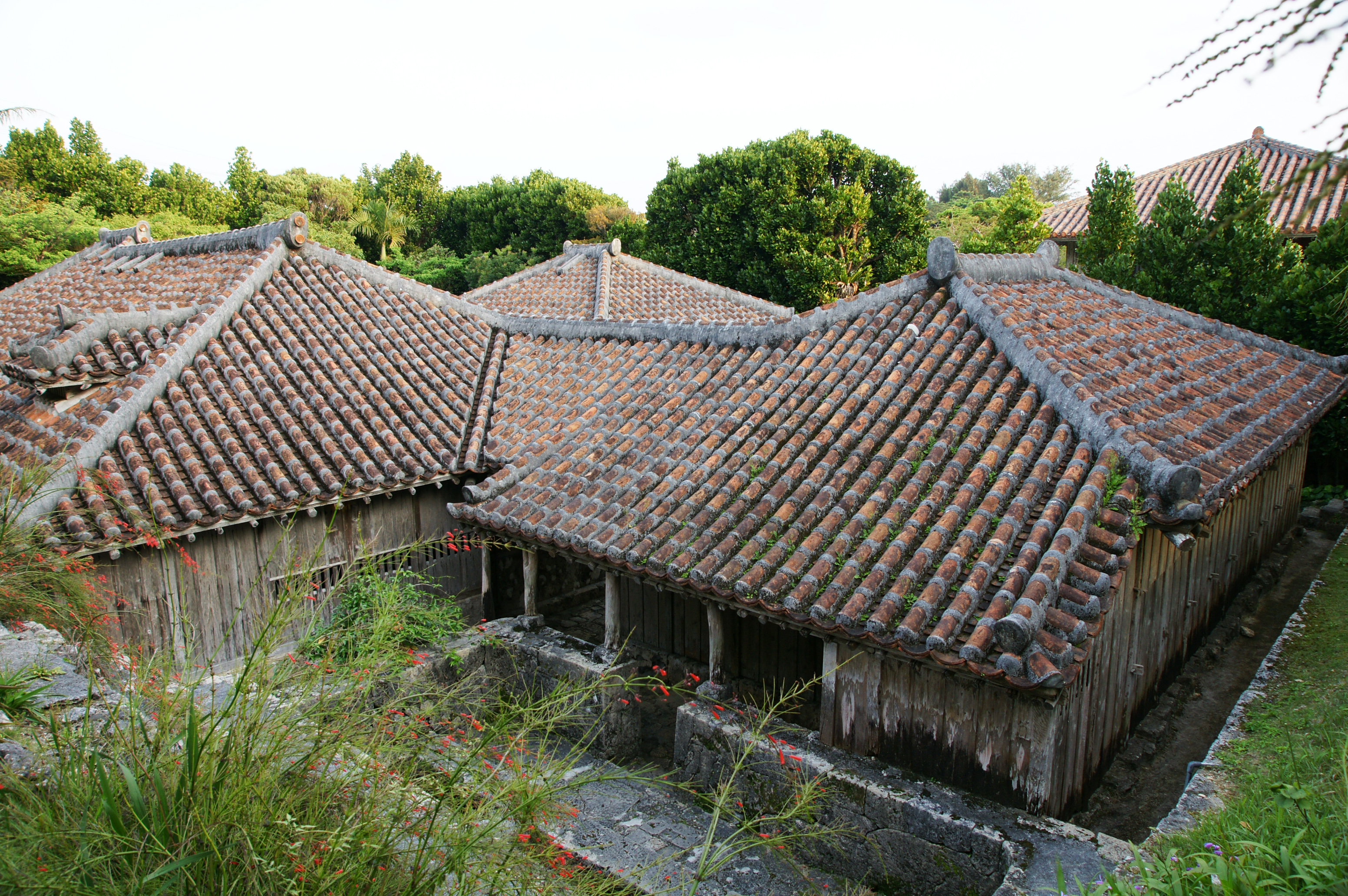
Una tradizionale casa di Okinawa

Okinawa conserva i resti di molti castelli tipici della sua tradizione, chiamati gusuku, che secondo alcuni sono stati il modello a cui ci si è ispirati per la costruzione dei castelli giapponesi.
La maggior parte delle abitazioni moderne sono costruite con cemento armato, per poter resistere alla furia dei tifoni. Le tegole dei tetti vengono cementate tra loro per lo stesso motivo.
Sui tetti viene posta una statua dello shīsā, una divinità locale dalle sembianze leonine che protegge la casa dagli spiriti maligni e favorisce la permanenza di quelli benigni. I tetti sono di solito rossi e disegnati sul modello cinese.

### Istruzione
Le scuole pubbliche di Okinawa sono organizzate con la supervisione del Consiglio per l'istruzione della prefettura di Okinawa, che gestisce direttamente diverse scuole secondarie Le scuole per i residenti americani sono gestite da un'organizzazione dipendente dal Ministero della difesa; la maggior parte si trova all'interno delle basi militari.
Sono presenti 10 college universitari, tra cui l'Università internazionale di Okinawa e il distaccamento dell'University of Maryland University College.

## Economia
L'economia di Okinawa si basa soprattutto sulla pesca, agricoltura e turismo. Notevole anche la produzione di legname e l'artigianato tessile e ceramico.

## Nella cultura di massa
- La maggior parte della storia di Sonatine, uno dei primi successi cinematografici del regista Takeshi Kitano, si svolge sulle spiagge di Okinawa.
- Il film Karate Kid II - La storia continua... si svolge interamente sull'isola di Okinawa, paese natio del maestro Miyagi.
- Nella seconda stagione del manga Inazuma Eleven una parte della storia è ambientata sull'isola di Okinawa.
- Nel film Kill Bill: Volume 1 la protagonista Beatrix Kiddo incontra il maestro Hattori Hanzo, il quale le forgerà una katana, sull'isola di Okinawa.